# Cystiscus
Cystiscus is een geslacht van weekdieren uit de klasse van de Gastropoda (slakken).

## Soorten
- Cystiscus angasi (Crosse, 1870)
- Cystiscus aphanacme (Tomlin, 1918)
- Cystiscus aurantius Boyer, 2003
- Cystiscus beqae Wakefield & McCleery, 2006
- Cystiscus boucheti Boyer, 2003
- Cystiscus bougei (Bavay, 1917)
- Cystiscus bucca (Tomlin, 1916)
- Cystiscus caeruleus Boyer, 2003
- Cystiscus camelopardalis Boyer, 2003
- Cystiscus carinifer Wakefield & McCleery, 2005
- Cystiscus connectans (May, 1911)
- Cystiscus cooverti Boyer, 2003
- Cystiscus cratericula (Tate & May, 1900)
- Cystiscus cymbalum (Tate, 1878)
- Cystiscus cystiscus (Redfield, 1870)
- Cystiscus deeae Wakefield & McCleery, 2006
- Cystiscus deltoides Boyer, 2003
- Cystiscus flindersi (Pritchard & Gatliff, 1899)
- Cystiscus freycineti (May, 1915)
- Cystiscus garretti Wakefield & McCleery, 2006
- Cystiscus goubini (Bavay, 1922)
- Cystiscus halli (Pritchard & Gatliff, 1899)
- Cystiscus havannensis Wakefield & McCleery, 2006
- Cystiscus incertus (May, 1920)
- Cystiscus indiscretus (May, 1911)
- Cystiscus iota (Hedley, 1899)
- Cystiscus jucundus (W. Turton, 1932)
- Cystiscus mainardii Cossignani, 2009
- Cystiscus maloloensis Wakefield & McCleery, 2006
- Cystiscus manceli (Jousseaume, 1875)
- Cystiscus marshalli Boyer, 2003
- Cystiscus maskelynensis Wakefield & McCleery, 2006
- Cystiscus matoensis Wakefield & McCleery, 2006
- Cystiscus melwardi (Laseron, 1957)
- Cystiscus microgonia (Dall, 1927)
- Cystiscus minor Boyer, 2003
- Cystiscus minusculus Lussi & G. Smith, 1998
- Cystiscus minutissimus (Tenison-Woods, 1876)
- Cystiscus montrouzieri (Bavay, 1922)
- Cystiscus mosaica Wakefield & McCleery, 2005
- Cystiscus nebulosa Wakefield & McCleery, 2005
- Cystiscus obesulus (May, 1920)
- Cystiscus pardus Boyer, 2003
- Cystiscus peelae Lussi & G. Smith, 1998
- Cystiscus politus (Carpenter, 1857)
- Cystiscus problematicus (Gatliff & Gabriel, 1916)
- Cystiscus pseudoaurantius Boyer, 2003
- Cystiscus pseustes (E. A. Smith, 1904)
- Cystiscus punctatus Boyer, 2003
- Cystiscus pusillus Wakefield & McCleery, 2006
- Cystiscus sandwicensis (Pease, 1860)
- Cystiscus subauriculatus (May, 1915)
- Cystiscus thouinensis (May, 1915)
- Cystiscus tomlinianus (May, 1918)
- Cystiscus triangularis Cossignani, 2008
- Cystiscus tricinctus Boyer, 2003
- Cystiscus truncatus (Dall, 1927)
- Cystiscus vavauensis Wakefield & McCleery, 2006
- Cystiscus viaderi Boyer, 2004
- Cystiscus vidae (Dell, 1956)
- Cystiscus viridis Boyer, 2003
- Cystiscus vitiensis Wakefield & McCleery, 2006
- Cystiscus wakefieldi T. Cossignani, 2001
- Cystiscus yasawaensis Wakefield & McCleery, 2006